# Seidu Salifu
Seidu Salifu (Tamale, 30 novembre 1993) è un ex calciatore ghanese, di ruolo centrocampista.

## Carriera

### Club
In carriera ha totalizzato complessivamente 34 presenze ed una rete nella prima divisione tunisina, 25 presenze e 6 reti nella prima divisione ghanese e 2 presenze nella prima divisione azera; ha inoltre giocato anche nella seconda divisione turca.

### Nazionale
Ha partecipato ai Mondiali Under-20 del 2013, nei quali la sua nazionale si è piazzata al terzo posto.

## Palmarès

### Club

#### Competizioni nazionali
- Campionato tunisino: 1

Club Africain: 2014-2015